# 三頭トンネル
三頭トンネル（さんとうトンネル）は、徳島県美馬市と香川県仲多度郡まんのう町を結ぶ全長2,648 m（香川県側1,165m、徳島県側1,483m）のトンネルである。国道438号を通す。

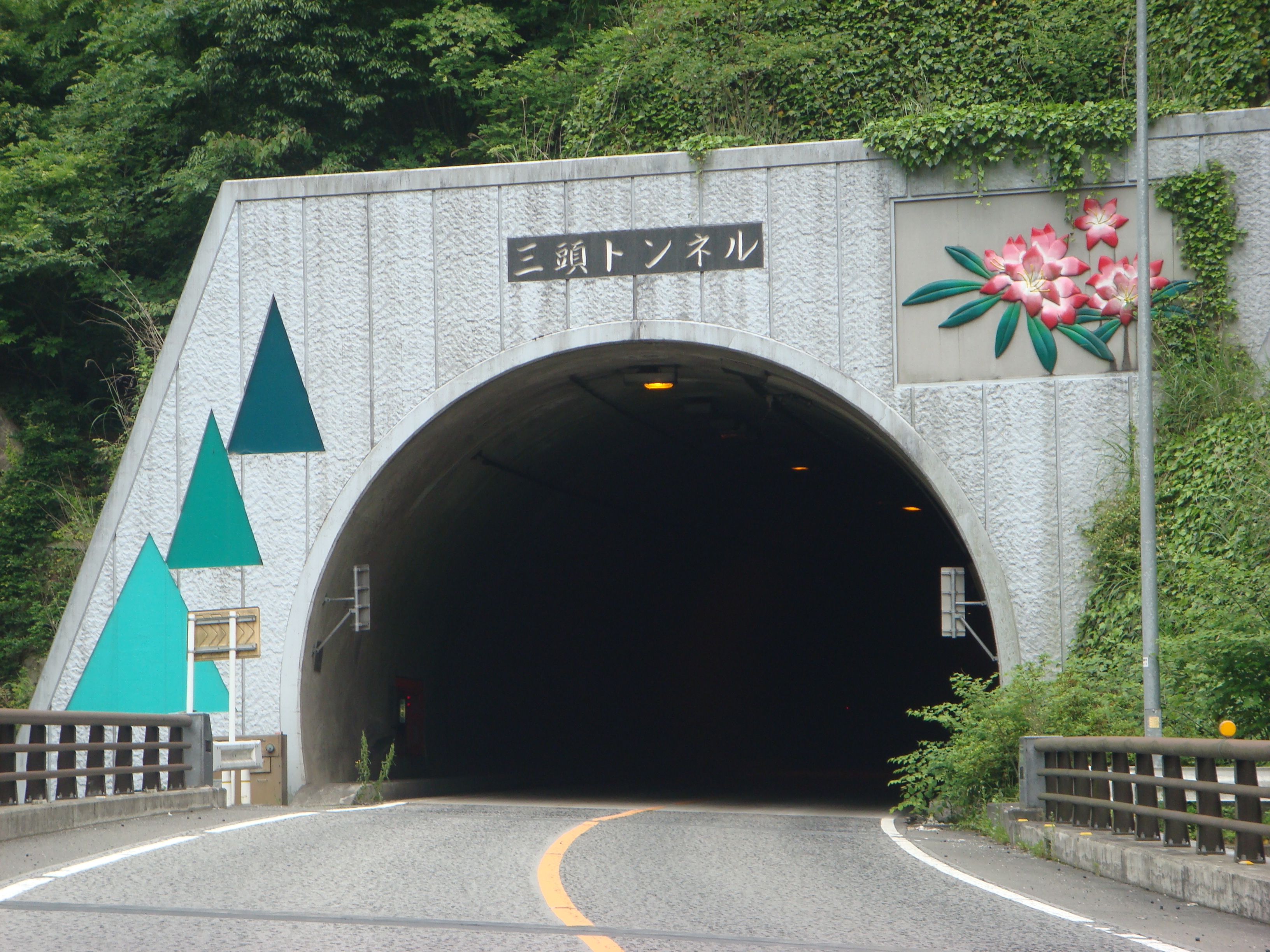
一般国道438号三頭トンネル（香川県側）

## 概要
三頭越を通る区間が1982年（昭和57年）に国道438号が指定施行されたが、当時は徒歩での往来に限られ、特に香川県側の仲多度郡琴南町は過疎地域でありながら周囲に県境を往来可能な車道が無かったため、地域の発展が阻害されていた。このため、トンネル建設が計画されて1997年（平成9年）3月に供用開始となったことで点線国道は解消されて県境を車両で通行することが可能になった。
トンネル開通の翌年には明石海峡大橋が完成したこともあり、徳島自動車道の美馬ICから金刀比羅宮などへ向かう近畿地方からの車両が増加するなど、トンネルの整備効果がみられた。
トンネル延長が長いことより、トンネル内での災害発生に備えて、徳島県と香川県の消防、警察や関係機関が防災訓練を1999年前後から実施している。
制限速度は40km/hである。徳島県にある道路トンネルの延長ベスト4（2020年12月13日現在）。開通時は最長であった。